# ادبیات ال‌جی‌بی‌تی

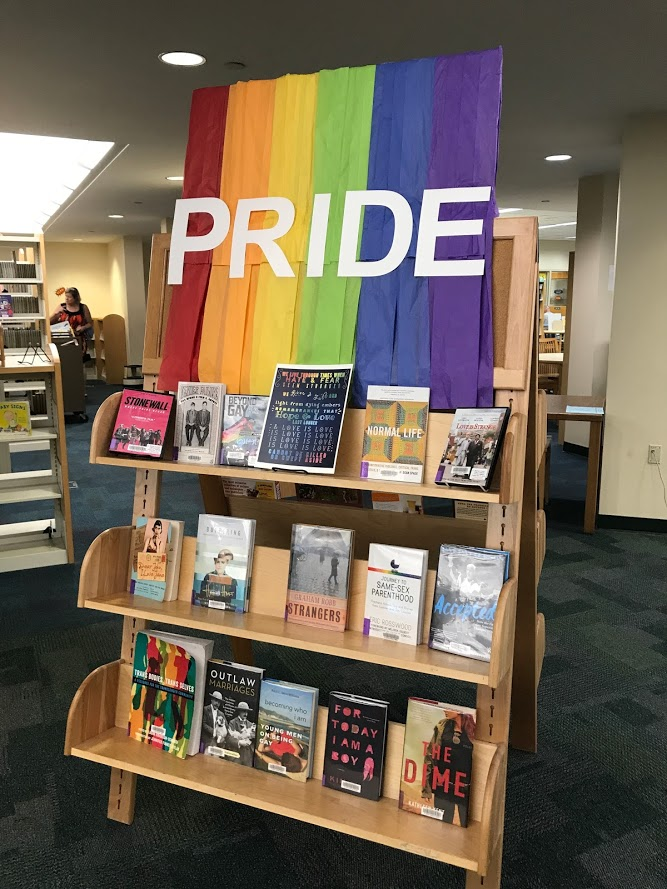
نمایش کتاب +LGBTQ، کتابخانه عمومی باربادوس، ۲۰۱۷

ادبیات ال‌جی‌بی‌تی ممکن است مربوط به موارد زیر باشد:
- ادبیات همجنس‌گرایان مرد
- ادبیات همجنس‌گرایان زن
- ادبیات تراجنسیتی